# Amtsbezirk Signau
Der Amtsbezirk Signau war bis zum 31. Dezember 2009 eine Verwaltungseinheit mit Hauptort Signau im Schweizer Kanton Bern. Der Amtsbezirk umfasste neun Gemeinden mit 24'250 Einwohnern (Stand 31. Dezember 2008) auf 320,11 km².
Seit 2010 bilden die ehemaligen Amtsbezirke Signau und Trachselwald den Verwaltungskreis Emmental.

## Gemeinden
| Name der Gemeinde      | Einwohner (31. Dez. 2008) | Fläche in km² | Einwohner pro km² |
| ---------------------- | ------------------------- | ------------- | ----------------- |
| Eggiwil                | 2'467                     | 60,30         | 41                |
| Langnau im Emmental    | 8'956                     | 48,36         | 185               |
| Lauperswil             | 2'652                     | 21,19         | 125               |
| Röthenbach im Emmental | 1'281                     | 36,80         | 35                |
| Rüderswil              | 2'338                     | 17,21         | 136               |
| Schangnau              | 936                       | 36,48         | 26                |
| Signau                 | 2'722                     | 22,13         | 123               |
| Trub                   | 1'462                     | 61,99         | 24                |
| Trubschachen           | 1'436                     | 15,65         | 92                |
| Total (9)              | 24'250                    | 320,11        | 76                |

## Veränderungen im Gemeindebestand

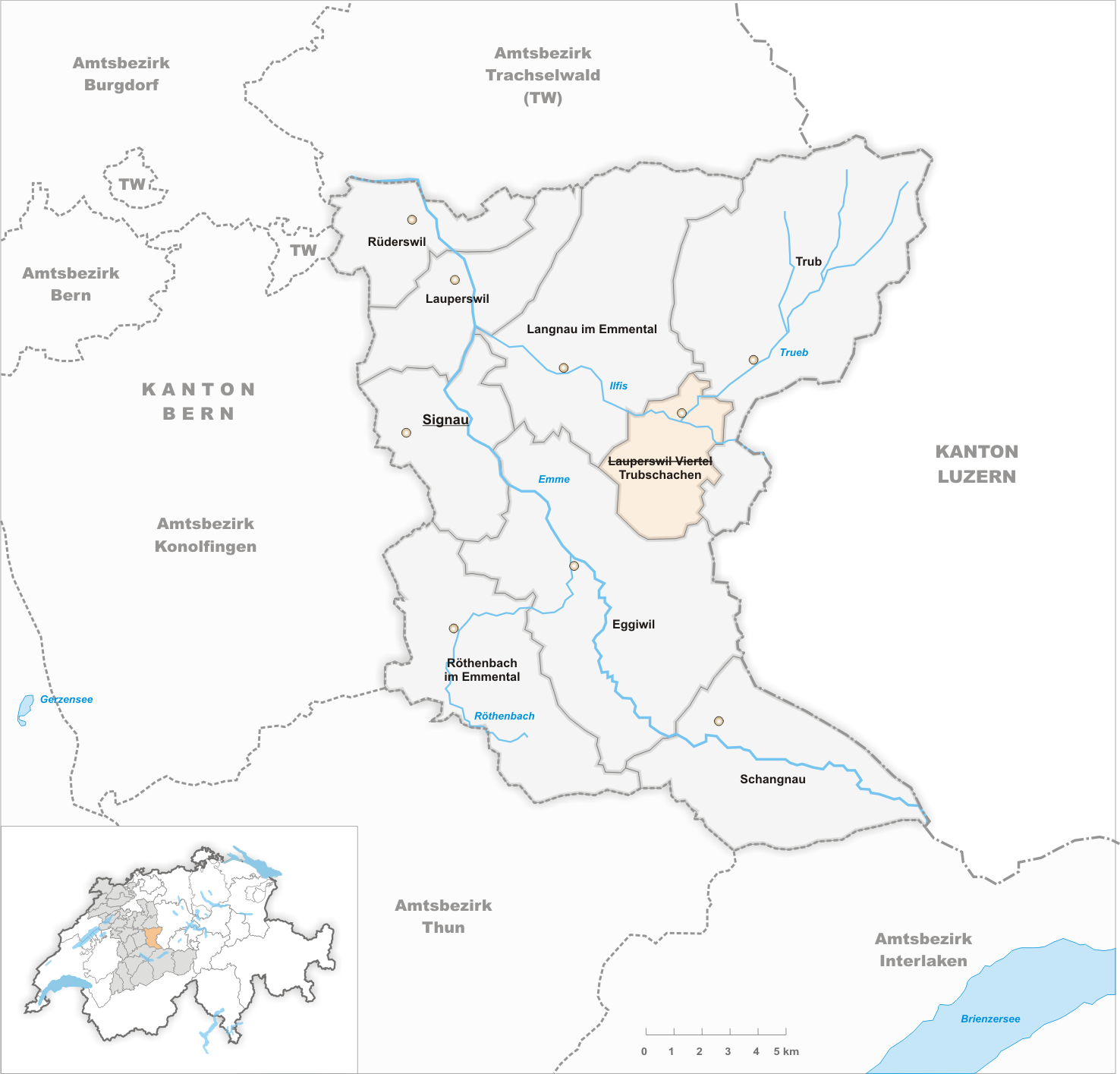
Gemeinden bis 1866
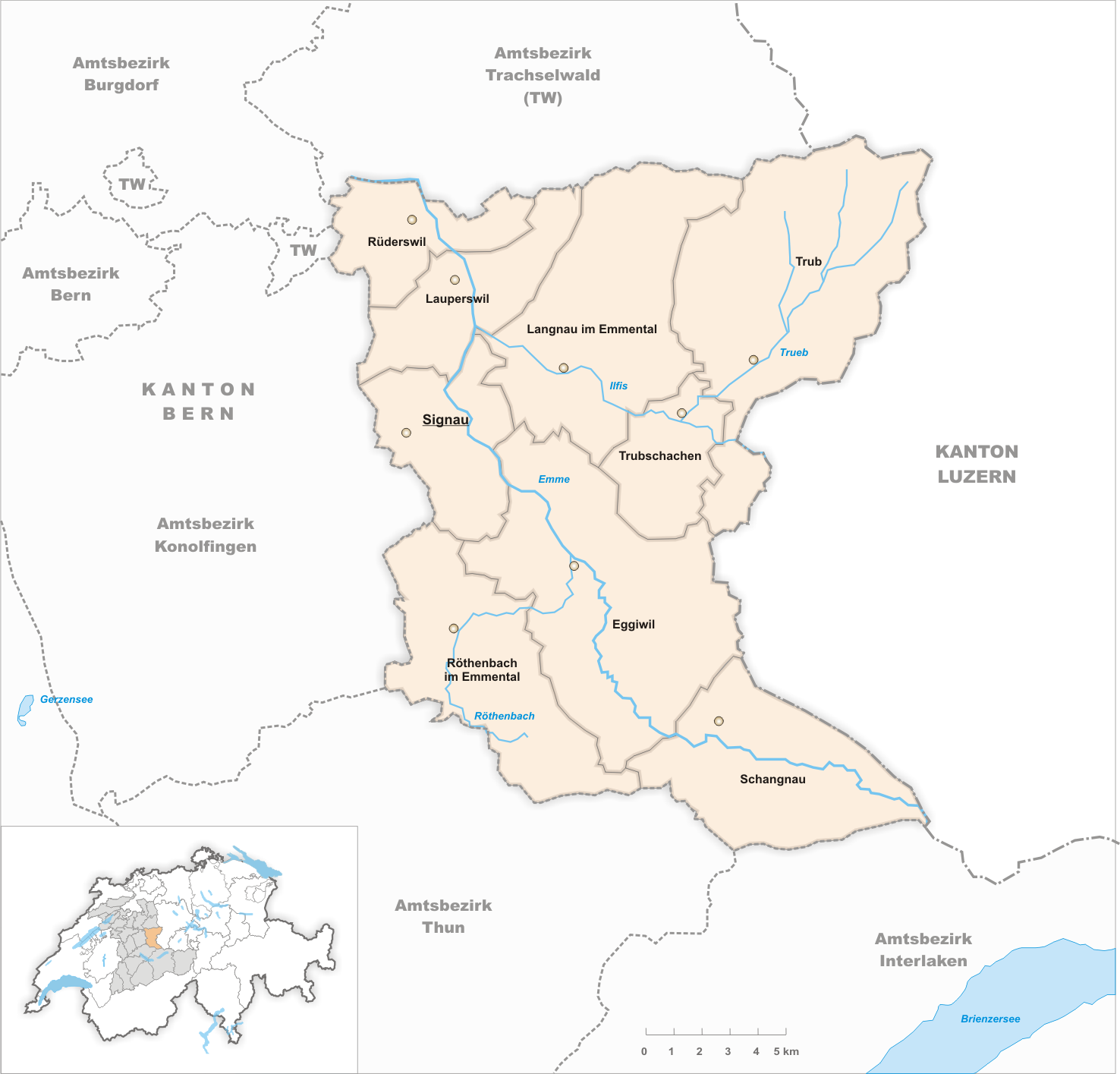
Gemeinden bis 2009

- 1867: Namensänderung Lauperswil Viertel → Trubschachen
- 2010: Bezirkswechsel aller 9 Gemeinden vom Amtsbezirk Signau → Verwaltungskreis Emmental